# Jonathan Dufrasne
Jonathan Dufrasne (nascido em 2 de agosto de 1987) é um ciclista de pista belga. Representou seu país, Bélgica, na perseguição por equipes de 4 km nos Jogos Olímpicos de Verão de 2012 em Londres. A equipe belga terminou na nona posição.